# O Segundo Homem
O Segundo Homem  é um filme brasileiro de 2018, de gênero drama e mistério, escrito e dirigido por Thiago Luciano. O filme estreou em 14 de janeiro de 2022, na plataforma de streaming Star+.

## Enredo
Em um futuro próximo, onde o porte de armas é liberado no Brasil e a violência no país cresce como nunca, Miro decide proteger sua família se alistando na Legião Estrangeira, que chega ao Brasil para ajudar as forças de segurança.

## Elenco
- Anderson Di Rizzi como Miro
- Lucy Ramos como Solange
- Negra Li  como Joana
- Wolf Maya como Assis
- Imara Reis como Marluce
- Cleo como Márcia
- Pedro Carvalho como Rui
- Ana Carolina Godoy como Dira

## Produção
O longa de Thiago Luciano foi rodado em Sumaré, São Paulo. As gravações foram rodadas na cidade por 10 dias.